# Nemapogon leechi
Nemapogon leechi är en fjärilsart som beskrevs av Robinson 1980. Nemapogon leechi ingår i släktet Nemapogon och familjen äkta malar. Inga underarter finns listade i Catalogue of Life.